# 山名義徳
山名 義徳（やまな よしのり）は、江戸時代中期の交代寄合。但馬国村岡領主。

## 経歴
元文5年3月8日（1740年4月4日）に 筑後柳川藩第5代藩主・立花貞俶の八男として柳川藩江戸藩邸において出生した。立花氏時代は、同藩第7代藩主となった兄の立花鑑通（初め鑑致）から1字を賜り、立花致知（よしとも）と名乗っていた。宝暦5年（1755年）から通称を靱負と称した。
宝暦12年（1762年）- 山名豊暄の婿養子となり、山名豊貴（とよたか、のち義徳）と改名した。
明和2年（1765年）4月に家督相続した。
寛政6年（1794年）に隠居した。文政3年2月8日（1820年3月21日）に死去した。

## 人物
- 実兄（同母兄）は柳川藩一門の立花監物家2代目・立花致真（よしざね）。致真の娘・天寿院は立花鑑寿（鑑通五男）の正室であった。
- 甥にあたる柳川藩家老の立花通栄（織衛）との文書のやりとりが、「立花織衛家文書」に残っている。
- 家川念流剣術を習得しており、織衛文書に拠れば柳川藩士に念流剣術奥義を相伝している[3]。
- 書画の才にも造詣が深く、狩野派・加藤文麗に付き画を学んでいた。雅号は文鶴と名乗っていた。

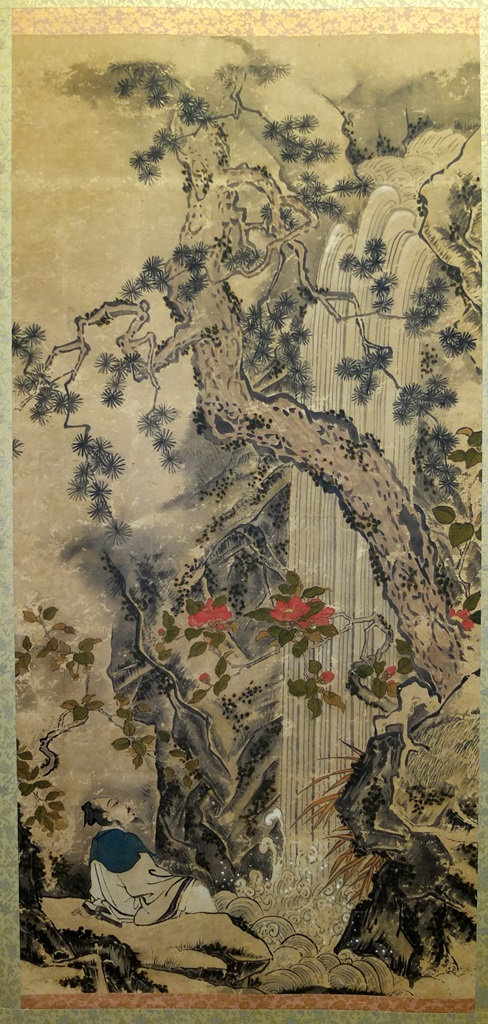
「猿尾滝観瀑図」(文鶴画)

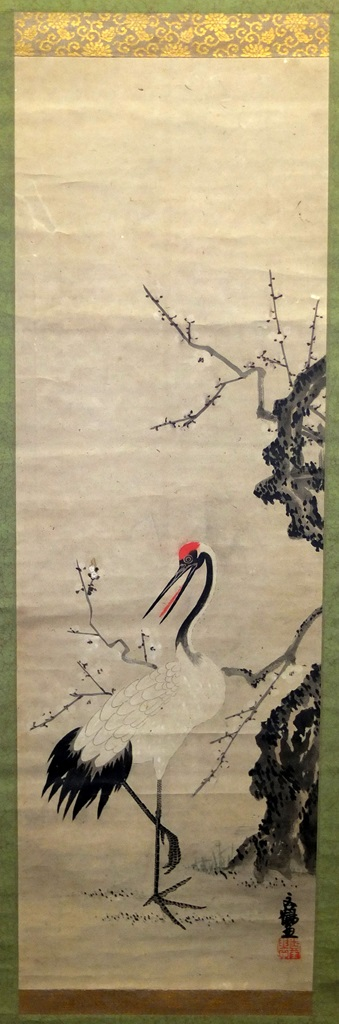
「梅に鶴」(文鶴画)

## 系譜
- 父：立花貞俶（1698-1744）
- 母：もん - 恵林院、角田六郎左衛門の娘
- 養父：山名豊暄（1714-1769）
- 正室：山名豊暄の娘
  - 男子：山名義方（1765-1834）
- 生母不明の子女

- - 男子：山名義矩 - 旗本・山名豊翔養子
  - 男子：柳生久知 - 前名・山名義隣。柳生久通の養子
  - 男子：山名義丈
  - 男子：山名義峯 - 旗本（土屋氏(喬直流)）・土屋匡直の養子として土屋徳直と名乗ったが後に帰家
  - 女子：小笠原長世室 - のちに離縁し小堀政共室、政共は小堀政方の娘の養父
  - 女子：松田貞丈室 - 死別後、最上義溥（最上氏21代当主）室